# What's Michael?!
Pour les articles homonymes, voir Michael.
What's Michael?! (ホワッツマイケル？, Howattsu Maikeru?) est un seinen manga de Makoto Kobayashi, prépublié dans le Morning entre 1984 et 1989 et publié en 9 volumes reliés par Kōdansha.
Une adaptation en série télévisée d'animation de 45 épisodes produite par Kitty Films est diffusée sur TV Tokyo entre 1988 et 1989 et deux OVA sont diffusés en 1985 et 1988.

## Histoire
L'histoire raconte la vie de Michael, un chat ordinaire.

## Publication
Le manga a été prépublié au Japon dans le magazine Weekly Morning entre 1984 et 1989 et publié en neuf volumes aux éditions Kōdansha de 1984 à 2003. Les trois premiers volumes ont été publiés en français par Glénat Manga en 1998 sous le titre Michael ?! - Le chat qui danse, puis réédités à partir de 2009 sous le titre de What's Michael ? en édition double de quatre tomes.
What's Michael?! a reçu le Prix du manga Kōdansha en 1986 à égalité avec L'Histoire des 3 Adolf d'Osamu Tezuka.

## Adaptation
Le manga a été adapté par les studios Kitty Films en anime de 45 épisodes diffusé au Japon sur TV Tokyo du 15 avril 1988 au 28 mars 1989, et en 2 OAV sortis en 1985 et 1988.

### Doublage
- Kei Tomiyama : Michael
- Hideyuki Umezu : Makoto Kobayashi
- Yoshino Takamori : Mele Kobayashi

### Musique
Opening :
1. Michael ondo (マイケル音頭, Maikeru ondo?) de Mami Yamase
2. Michael no 1 (マイケルＮｏ．１!, Maikeru Ｎo.1?) de Mami Yamase

Ending :
1. Hoshizora no étranger (星空のエトランゼ, Hoshizora no etoranze?) de Mami Yamase
2. Shitsuren bugi (失恋ブギ?) de Mami Yamase